# Volente (Texas)
Volente es una villa ubicada en el condado de Travis en el estado estadounidense de Texas. En el Censo de 2010 tenía una población de 520 habitantes y una densidad poblacional de 95,29 personas por km².

## Geografía
Volente se encuentra ubicada en las coordenadas 30°26′43″N 97°54′28″O / 30.44528, -97.90778. Según la Oficina del Censo de los Estados Unidos, Volente tiene una superficie total de 5.46 km², de la cual 5.46 km² corresponden a tierra firme y (0%) 0 km² es agua.

## Demografía
Según el censo de 2010, había 520 personas residiendo en Volente. La densidad de población era de 95,29 hab./km². De los 520 habitantes, Volente estaba compuesto por el 91.73% blancos, el 0.77% eran afroamericanos, el 0.19% eran amerindios, el 3.65% eran asiáticos, el 0% eran isleños del Pacífico, el 1.54% eran de otras razas y el 2.12% pertenecían a dos o más razas. Del total de la población el 7.88% eran hispanos o latinos de cualquier raza.